# Appias lyncida
Appias lyncida, é uma borboleta da família Pieridae, isto é, as amarelas e as brancoas, que é encontrada no sul e sudeste da Ásia.

## Ciclo de vida
As larvas foram registadas em Crataeva religiosa, Capparis roxburghii e Capparis heyneana.